# Franco Tancredi
Franco Tancredi (* 10. leden 1955, Giulianova, Itálie) je bývalý italský fotbalový brankář a trenér brankařů.
Fotbal začal ve svém rodném městě v místním klubu. Po dvou sezonách ve třetí lize se v roce 1974 rozhodl odejít z Giulianova do Milána, kde dělal dvojku Albertosimu. Za dva roky u Rossoneri odchytal jen tři zápasy v italských pohárech. V roce 1976 odešel na rok do Rimini a poté se stal hráčem Říma. U vlků působil 13 let a nastoupil do celkem 391 utkání, z toho bylo 288 v lize (258 utkání nepřetržitě). Získal jeden titul (1982/83) a čtyři vítězství v italském poháru (1979/80, 1980/81, 1983/84, 1985/86). V sezoně 1983/84 odehrál finále poháru PMEZ, jenže utkání skončilo v neprospěch Říma. V roce 1990 odešel dohrál kariéru do Turína se kterým vyhrál Středoevropský pohár 1991.
Za reprezentaci odchytal 12 utkání. Všechna byla přátelská utkání. První utkání bylo 26. září 1984 proti Švédsku (1:0). Ještě než nastoupil za reprezentaci, odchytal 5 utkání ze 6 na OH 1984. Byl i v nominaci na MS 1986, jenže nenastoupil do žádného utkání.
Po skončení kariéry se stal trenérem brankařů. Celkem 12 let byl v Římě, ale když hlavní trenér Capello odešel v roce 2004 do Juventusu, rozhodl se odejít s ním. Od té chvíle jej následoval. Působil také Realu i u reprezentace Anglie. V roce 2011 se vrátil do Říma. Po ročním angažmá si na tři roky odpočinul a poté vzal angažmá v Livornu. Posledním angažmá měl v Čínském klubu Ťiang-su Su-ning.

## Hráčská statistika
| Sezóna  | Klub       | Liga    | Liga   | Liga       | Ligové poháry | Ligové poháry | Ligové poháry | Kontinentální poháry | Kontinentální poháry | Kontinentální poháry | Celkem | Celkem |
| Sezóna  | Klub       | Soutěž  | Zápasy | Obdr. Góly | Soutěž        | Zápasy        | Góly          | Soutěž               | Zápasy               | Góly                 | Zápasy | Góly   |
| ------- | ---------- | ------- | ------ | ---------- | ------------- | ------------- | ------------- | -------------------- | -------------------- | -------------------- | ------ | ------ |
| 1972/73 | Giulianova | Serie C | 8      | -2         | -             | 0             | -0            | -                    | 0                    | -0                   | 8      | -2     |
| 1973/74 | Giulianova | Serie C | 37     | -23        | -             | 0             | -0            | -                    | 0                    | -0                   | 37     | -23    |
| 1974/75 | Milán      | Serie A | 0      | -0         | IP            | 1             | -2            | -                    | 0                    | -0                   | 1      | -2     |
| 1975/76 | Milán      | Serie A | 0      | -0         | IP            | 2             | -2            | UEFA                 | 0                    | -0                   | 2      | -2     |
| 1976/77 | Rimini     | Serie B | 28     | -16        | IP            | 4             | -8            | -                    | 0                    | -0                   | 32     | -24    |
| 1977/78 | Řím        | Serie A | 0      | -0         | IP            | 0             | -0            | -                    | 0                    | -0                   | 0      | -0     |
| 1978/79 | Řím        | Serie A | 1      | -0         | IP            | 0             | -0            | -                    | 0                    | -0                   | 1      | -0     |
| 1979/80 | Řím        | Serie A | 18     | -16        | IP            | 5             | -3            | -                    | 0                    | -0                   | 23     | -19    |
| 1980/81 | Řím        | Serie A | 30     | -20        | IP            | 6             | -3            | PVP                  | 2                    | -4                   | 38     | -27    |
| 1981/82 | Řím        | Serie A | 30     | -29        | IP            | 2             | -4            | PVP                  | 4                    | -2                   | 36     | -35    |
| 1982/83 | Řím        | Serie A | 30     | -23        | IP            | 9             | -9            | UEFA                 | 8                    | -8                   | 47     | -40    |
| 1983/84 | Řím        | Serie A | 30     | -26        | IP            | 11            | -9            | PMEZ                 | 9                    | -6                   | 50     | -41    |
| 1984/85 | Řím        | Serie A | 30     | -25        | IP            | 5             | -3            | PVP                  | 6                    | -4                   | 41     | -32    |
| 1985/86 | Řím        | Serie A | 30     | -27        | IP            | 7             | -6            | -                    | 0                    | -0                   | 37     | -33    |
| 1986/87 | Řím        | Serie A | 30     | -31        | IP            | 7             | -6            | PVP                  | 2                    | -2                   | 39     | -39    |
| 1987/88 | Řím        | Serie A | 30     | -26        | IP            | 5             | -4            | -                    | 0                    | -0                   | 35     | -30    |
| 1988/89 | Řím        | Serie A | 23     | -25        | IP            | 1             | -1            | UEFA                 | 5                    | -9                   | 29     | -35    |
| 1989/90 | Řím        | Serie A | 7      | -6         | IP            | 0             | -0            | -                    | 0                    | -0                   | 7      | -6     |
| 1990/91 | Turín      | Serie A | 6      | -7         | IP            | 2             | -3            | Stř.P                | 0                    | -0                   | 7      | -6     |
| Celkem  | Celkem     | Celkem  | 368    | -301       | -             | 67            | -63           | -                    | 36                   | -35                  | 471    | -400   |

## Hráčské úspěchy

### Klubové
- 1× vítěz italské ligy (1982/83)
- 4× vítěz italského poháru (1979/80, 1980/81, 1983/84, 1985/86)
- 1× vítěz středoevropského poháru (1991)

### Reprezentační
- 1× na MS (1986)
- 1× na OH (1984)